# Aartsdekenaat Noordwest-Europa
Het aartsdekenaat Noordwest-Europa (Engels: Archdeacon of North-West Europe) is een anglicaans aartsdekenaat dat bevoegd is voor België, Nederland en Luxemburg. Deken is sinds 12 juni 2021 de Amerikaan Sam Van Leer. De Heilige Drievuldigheidskathedraal (Engels: Pro-Cathedral of the Holy Trinity) in Brussel is de kathedraal van de gemeenschap en de hoofdzetel is gelegen te Antwerpen. Een belangrijke kerk in het aartsdekenaat is de Saint George's Memorial Church in Ieper, een herdenkingskerk voor de Britse gesneuvelden in Ieper tijdens de Eerste Wereldoorlog.

## België
| Parochie                        | Engelse naam                     | Gemeente               | Patroonheilige         | Kerk                                 |
| Heilige Drievuldigheid          | Holy Trinity                     | Brussel                | Heilige Drievuldigheid | Heilige-Drievuldigheidskathedraal    |
| Sint-Bonifacius                 | St Boniface                      | Antwerpen              | Sint-Bonifacius        | Sint-Bonifaciuskerk                  |
| Missie voor Schippers           | Mission to Seafarers             | Antwerpen              |                        | Mission to Seafarers                 |
| Sint-Pieter                     | St Peter                         | Brugge                 | Sint-Pieter            | Sint-Pieterskapel                    |
| Christusparochie                | Christ                           | Charleroi              | Christus               | Christuskerk                         |
| Sint-Jan                        | St Johns                         | Gent                   | Sint-Jan               | Sint-Johanneskerk                    |
| Missie voor Schippers           | Missions to Seafarers            | Gent                   |                        | Mission to seafarers                 |
| Sint-Joris                      | St George                        | Knokke                 | Sint-Joris             | Sint-Gregoriuskerk                   |
| Maria en Sint-Marta             | St Mary and St Martha of Bethany | Leuven                 | Maria en Sint-Marta    | Maria en Sint-Marthakerk             |
| Anglicaanse parochie            | Anglican Church                  | Luik                   |                        | Anglicaanse kerk                     |
| Internationaal Geloofscentrum   | International Chapel Centre      | Bergen                 |                        | Internationaal Geloofscentrum Mons   |
| Engelse parochie                | English Church                   | Oostende               |                        | Engelse kerk                         |
| Sint-Paulus                     | St Paul                          | Tervuren               | Sint-Paulus            | Sint-Pauluskapel                     |
| Onze-Lieve-Vrouw van Argenteuil | Our Lady of Argenteuil           | Waterloo               | Maria                  | Onze-lieve-vrouw van Argenteuilkapel |
| Sint-Dominicus                  | St Dominic                       | Sint-Lambrechts-Woluwe | Sint-Dominicus         | Sint-Dominicuskerk                   |
| Sint-Joris Herinnering          | St George Memorial               | Ieper                  | Sint-Joris             | Saint George's Memorial Church       |

## Luxemburg
| Parochie              | Engelse naam          | Gemeente  | Patroonheilige | Kerk                  |
| Kapel van het College | chapel of the Konvikt | Luxemburg |                | Kapel van het College |

## Nederland
| Parochie                  | Engelse naam                    | Gemeente           | Patroonheilige          | Kerk                          |
| Christus                  | Christ Church                   | Amsterdam          | Christus                | Christuskerk                  |
| Sint-Willibrordus         | St Willibrord                   | Arnhem             | Sint-Willibrordus       | Sint-Willibrorduskerk         |
| Internationale Kapel      | International Chaplaincy Centre | Brunssum           |                         | Internationale kapel Brunssum |
| Heilige Drievuldigheid    | Trinity                         | Eindhoven (Waalre) | Heilige Drievuldigheid  | Trinity Church                |
| Anglicaanse kerk          | Anglican Church                 | Haarlem            |                         | Anglicaanse kerk              |
| Christus                  | Christ Church                   | Heiloo             | Christus                | Christuskerk                  |
| Onze-Lieve-Vrouw          | Our Lady                        | Maastricht         | Maria                   | Onze-Lieve-Vrouwkerk          |
| Universiteitskerk         | University Church               | Nijmegen           |                         | Universiteitskerk             |
| Mariakerk                 | St Mary                         | Rotterdam          | Maria                   | Mariakerk                     |
| Missie voor Schippers     | Mission to Seafarers            | Rotterdam          |                         | Mission to Seafarers          |
| Missie voor Schippers     | Mission to Seafarers            | Schiedam           |                         | Mission to Seafarers          |
| Sint-Jan en Sint-Filippus | St John and St Philip           | Den Haag           | St-Jan en Sint-Filippus | Sint Jan en Sint-Filippuskerk |
| Maria parochie            | St Mary                         | Twente             | Maria                   | Mariakerk                     |
| Missie voor Schippers     | Mission to Seafarers            | Vlissingen         | Maria                   | Mission to Seafarers          |
| Heilige Drie-eenheid      | Holy Trinity Church             | Utrecht (stad)     | Heilige Drie-eenheid    | Holy Trinity Church (Utrecht) |
| Sint-Jakobus              | St James                        | Voorschoten        | Sint-Jacobus            | Sint-Jacobuskerk              |
| Parochie Utrecht          | Utrecht Chaplaincy              | Zwolle             |                         | Lutherse Kerk                 |